# Rue des Cottages
La rue des Cottages est une voie du 18e arrondissement de Paris, en France.

## Situation et accès
La rue des Cottages est une voie relativement courte — moins de cent mètres —, située dans le 18e arrondissement de Paris. Elle débute au 5, rue Duhesme et se termine au 157, rue Marcadet. Comme de nombreuses rues de la butte Montmartre, cette voie présente une forte déclivité. Autre particularité, un bâti du XXe siècle relativement hétérogène où se côtoient des maisons de ville, d'anciens bâtiments industriels et des immeubles d'époques différentes.

Différentes architectures
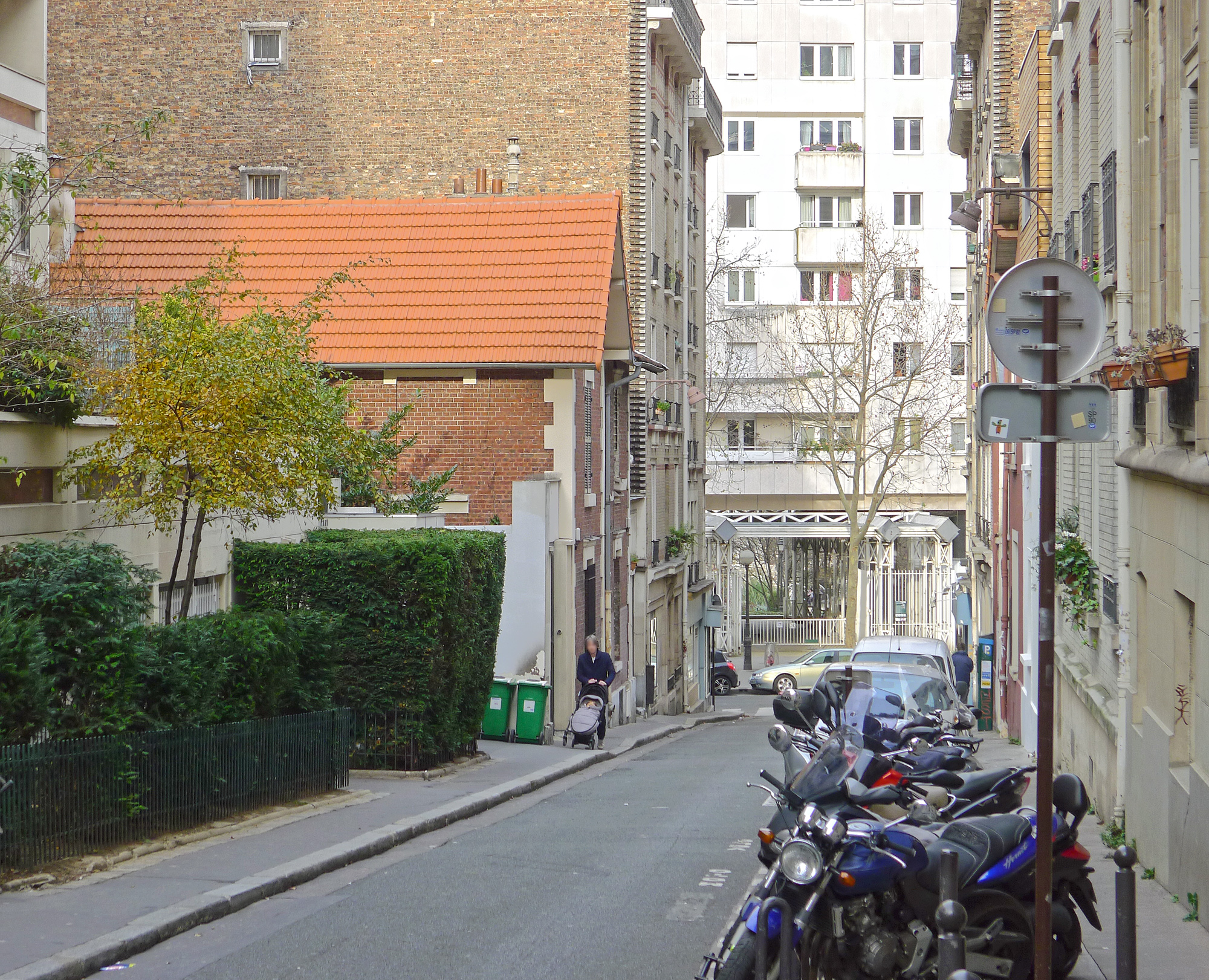
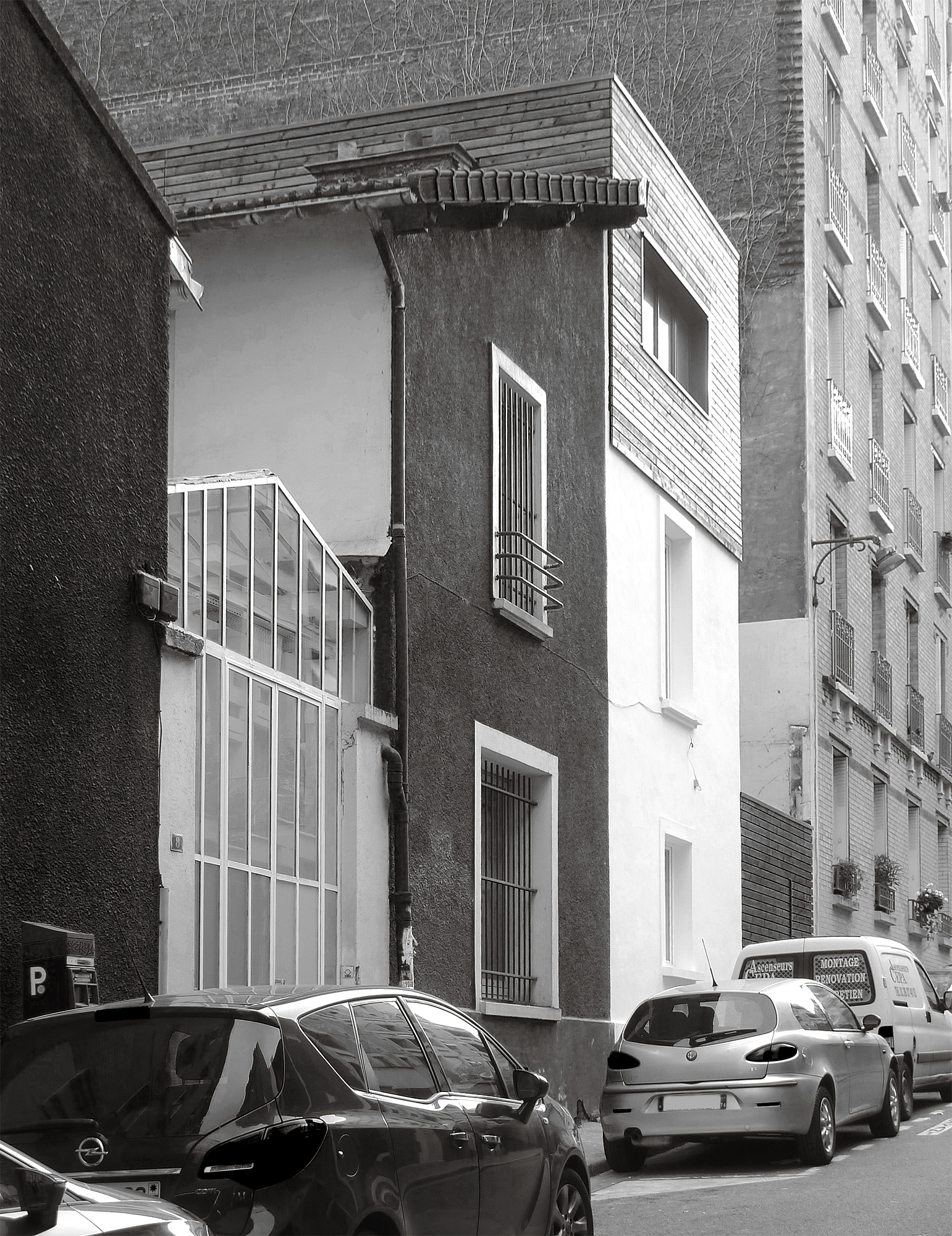
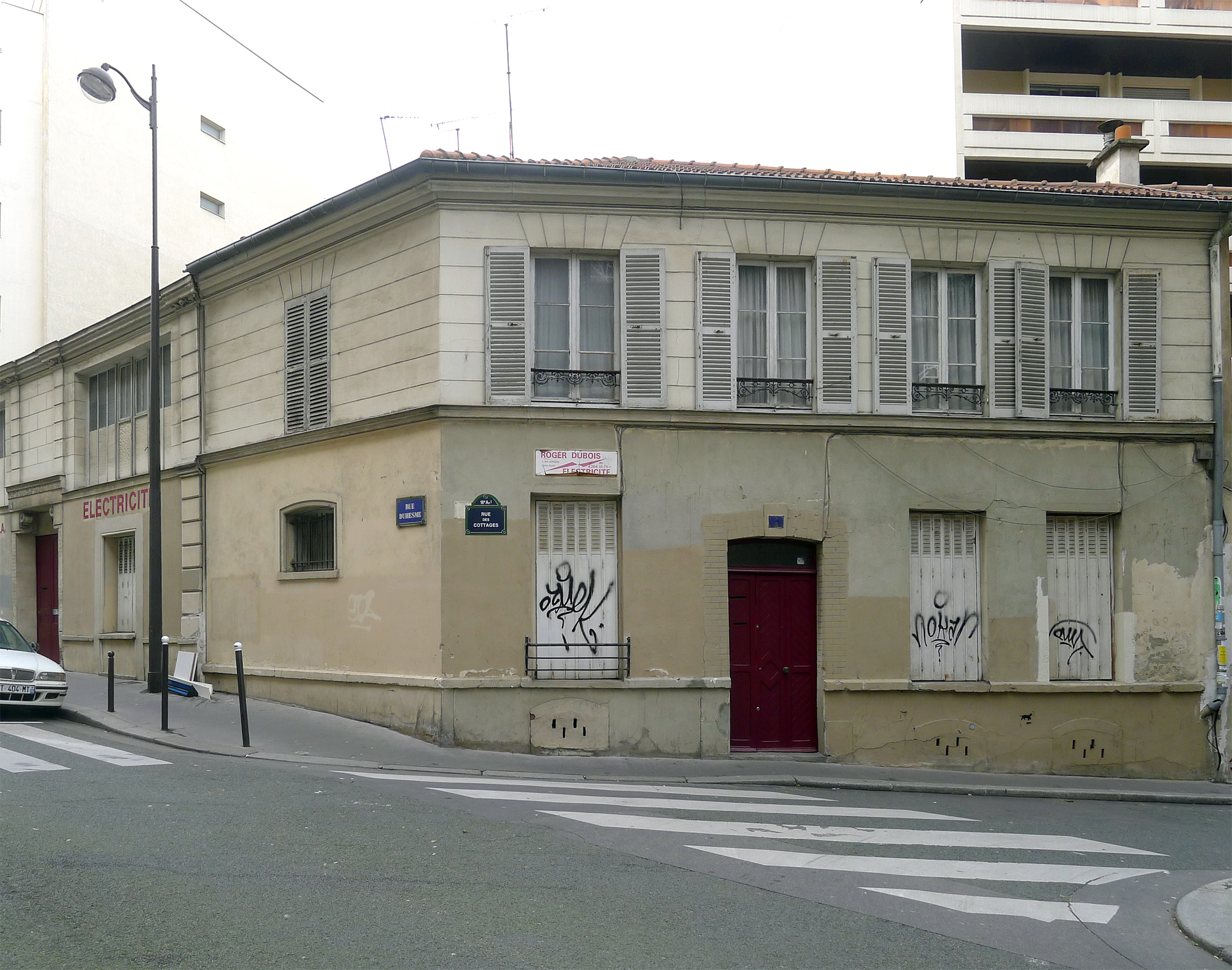

## Origine du nom
Cette rue doit son nom à la présence de nombreuses petites villas qui la bordaient encore au début du XXe siècle.

## Historique
Cette voie qui existait à la fin du XIXe siècle est classée dans la voirie parisienne par un arrêté du 12 juillet 1966.